# Таинственный монах (фильм, 1963)
«Таинственный монах» (яп. 妖僧: ёсо:; англ. Bronze Magician / Priest and Empress) — японский исторический фильм-драма 1963 года. Фильм поставил один из пионеров японского кинематографа, режиссёр Тэйноскэ Кинугаса. Он же один из авторов сценария (соавтор — Дзюн Сагара). Сценарий написан на основе книги Фудзи Яхиро, в которой рассказана история реального монаха Докё (700 - 772), бывшего фаворитом императрицы Сётоку, их союз продолжался 18 лет, и в это время он был фактическим правителем Японии. Реальный Докё был на 13 лет старше Императрицы, но пережил её на 2 года. Эту историю часто сравнивают с судьбой русского Григория Распутина.

## Сюжет
В эпоху Нара (VIII век) буддийский монах после многих лет затворничества, во время которого он многократно повторял в изучении буддийские трактаты, приобретает необычайные способности, в том числе неограниченную власть над смертью. Прознав о его даровании, приближённые царствующей императрицы приглашают монаха для излечения её от болезни, с которой не могут справится придворные врачи. После того, как монах поднял императрицу на ноги, она делает его своим ближайшим советником. Взяв себе имя Докё, монах использует своё новое влияние, чтобы бросить вызов недобросовестным политикам и потребовать реформ для облегчения жизни простых людей. Подозревая монаха в тайных помыслах, правительственные чиновники во главе с премьер-министром решают уничтожить его, но победить его мечом не имеет никакого эффекта благодаря его сверхъестественной духовной силе. Когда попытка убийства монаха терпит неудачу, премьер-министр замышляет переворот, чтобы заменить королеву наследным принцем, но и путч заканчивается провалом. По мере того, как плотское влечение Докё к императрице и его временные политические амбиции усиливаются, его духовная сила уменьшается. Что в конце концов помогает ненавидящем его правительственным чиновникам в деле его физического устранения. 

## В ролях
- Райдзо Итикава — монах Докё
- Юкико Фудзи — императрица Сётоку
- Томисабуро Вакаяма — Ёсикацу, премьер-министр
- Хикосабуро Катаока — Кинмаро
- Эйтаро Одзава — Киёкава из рода Фудзивара
- Масаё Банри — Сэнбо
- Миэко Кондо — Хироми
- Кацухико Кобаяси — известный воин
- Дзюнъитиро Нарита — принц Итихара
- Матасабуро Нива — Мацуи
- Рюдзо Симада — лорд Окура
- Ёсио Инаба — Мицунари из рода Фудзивара
- Тацуя Исигуро — Масато из рода Такэути
- Фудзио Харумото — Накацука
- Тацуо Ханабу — Коскэ
- Осаму Маруяма — Дайскэ

## Премьеры
— национальная премьера фильма состоялась 5 сентября 1963 года.